# Fruitvliegen
Fruitvliegen, ook wel bananenvliegjes of azijnvliegjes genoemd, (Drosophilidae) zijn een familie van vliegen met grote diversiteit die voorkomen over de hele wereld. De bananenvlieg (Drosophila melanogaster) wordt toegepast als modelorganisme voor genetisch onderzoek. De suzuki-fruitvlieg (Drosophila suzukii) is een invasieve soort die als plaaginsect een probleem vormt in de teelt van kleinfruit en kersen.

## Taxonomie
De volgende taxa zijn bij de familie ingedeeld:
- Onderfamilie Drosophilinae Rondani, 1856:
  - Tribus Colocasiomyini Okada, 1989:
    - Geslacht Baeodrosophila Wheeler & Takada, 1964
    - Geslacht Balara Bock, 1982
    - Geslacht Chymomyza Czerny, 1903
    - Geslacht Colocasiomyia de Meijere, 1914
    - Geslacht Lissocephala Malloch, 1929
    - Geslacht Neotanygastrella Duda, 1925
    - Geslacht Phorticella Duda, 1924
    - Geslacht Scaptodrosophila Duda, 1923
    - Geslacht Protochymomyza Grimaldi, 1987

  - Tribus Drosophilini Okada, 1989:
    - Geslacht Arengomyia Yafuso & Toda, 2008
    - Geslacht Bialba Bock, 1989
    - Geslacht Calodrosophila Wheeler & Takada, 1964
    - Geslacht Celidosoma Hardy, 1965
    - Geslacht Collessia Bock, 1982
    - Geslacht Dettopsomyia Lamb, 1914
    - Geslacht Dichaetophora Duda, 1940
    - Geslacht Dicladochaeta Malloch, 1932
    - Geslacht Drosophila Fallén, 1823
    - Geslacht Hirtodrosophila Duda, 1923
    - Geslacht Hypselothyrea Okada, 1956
    - Geslacht Idiomyia Grimshaw, 1901
    - Geslacht Impatiophila Fu & Gao, 2016[5]
    - Geslacht Jeannelopsis Séguy, 1938
    - Geslacht Laccodrosophila Duda, 1927
    - Geslacht Liodrosophila Duda, 1922
    - Geslacht Lordiphosa Basden, 1961
    - Geslacht Microdrosophila Malloch, 1921
    - Geslacht Miomyia Grimaldi, 1987
    - Geslacht Mulgravea Bock, 1982
    - Geslacht Mycodrosophila Oldenberg, 1914
    - Geslacht Palmomyia Grimaldi, 2003
    - Geslacht Paraliodrosophila Duda, 1925
    - Geslacht Paramycodrosophila Duda, 1924
    - Geslacht Poliocephala Bock, 1989
    - Geslacht Samoaia Malloch, 1934
    - Geslacht Scaptomyza Hardy, 1849
    - Geslacht Sphaerogastrella Duda, 1922
    - Geslacht Styloptera Duda, 1924
    - Geslacht Tambourella Wheeler, 1957
    - Geslacht Zaprionus Coquillett, 1902
    - Geslacht Zaropunis Tsacas, 1990
    - Geslacht Zapriothrica Wheeler, 1956
    - Geslacht Zygothrica Wiedemann, 1830

  - Incertae sedis:
    - Geslacht Marquesia Malloch, 1932
- Onderfamilie Steganinae Hendel, 1917:
  - Tribus Gitonini Grimaldi, 1990:
    - Geslacht Allopygaea Tsacas, 2000
    - Geslacht Acletoxenus Frauenfeld, 1868
    - Geslacht Amiota Loew, 1862
    - Geslacht Apenthecia Tsacas, 1983
    - Geslacht Apsiphortica Okada, 1971
    - Geslacht Cacoxenus Loew, 1858
    - Geslacht Crincosia Bock, 1982
    - Geslacht Electrophortica Hennig, 1965
    - Geslacht Erima Kertész, 1899
    - Geslacht Gitona Meigen, 1830
    - Geslacht Hyalistata Wheeler, 1960
    - Geslacht Luzonimyia Malloch, 1926
    - Geslacht Mayagueza Wheeler, 1960
    - Geslacht Paracacoxenus Hardy & Wheeler, 1960
    - Geslacht Paraleucophenga Hendel, 1914
    - Geslacht Paraphortica Duda, 1934
    - Geslacht Phortica Schiner, 1862
    - Geslacht Pseudiastata Coquillett, 1901
    - Geslacht Pseudocacoxenus Duda, 1925
    - Geslacht Rhinoleucophenga Hendel, 1917
    - Geslacht Soederbomia Hendel, 1938
    - Geslacht Trachyleucophenga Hendel, 1917

  - Tribus Steganini Okada, 1989:
    - Geslacht Eostegana Hendel, 1913
    - Geslacht Leucophenga Mik, 1866
    - Geslacht Pararhinoleucophenga Duda, 1924
    - Geslacht Parastegana Okada, 1971
    - Geslacht Pseudostegana Okada, 1978
    - Geslacht Stegana Meigen, 1830

  - Incertae sedis:
    - Geslacht  Neorhinoleucophenga Duda, 1924
    - Geslacht Pyrgometopa Kertész, 1901

## In Nederland waargenomen soorten
- Genus: Acletoxenus
  - Acletoxenus formosus
- Genus: Amiota
  - Amiota albilabris
  - Amiota alboguttata
  - Amiota basdeni
  - Amiota filipes
  - Amiota flavopruinosa
- Genus: Cacoxenus
  - Cacoxenus indagator - (Houdini vlieg)
- Genus: Chymomyza
  - Chymomyza amoena
  - Chymomyza caudatula
  - Chymomyza costata
  - Chymomyza fuscimana
- Genus: Drosophila
  - Drosophila ambigua
  - Drosophila bifasciata
  - Drosophila busckii
  - Drosophila cameraria
  - Drosophila funebris - (Azijnvlieg)
  - Drosophila helvetica
  - Drosophila histrio
  - Drosophila hydei
  - Drosophila immigrans
  - Drosophila kuntzei
  - Drosophila limbata
  - Drosophila littoralis
  - Drosophila melanogaster
  - Drosophila mercatorum
  - Drosophila obscura
  - Drosophila phalerata - (Gevlekte fruitvlieg)
  - Drosophila picta
  - Drosophila polychaeta
  - Drosophila repleta
  - Drosophila simulans
  - Drosophila subobscura
  - Drosophila subsilvestris
  - Drosophila suzukii - (Suzuki-fruitvlieg)
  - Drosophila testacea
  - Drosophila transversa
  - Drosophila tristis
  - Drosophila virilis
- Genus: Hirtodrosophila
  - Hirtodrosophila confusa
  - Hirtodrosophila trivittata
- Genus: Leucophenga
  - Leucophenga hungarica
  - Leucophenga maculata
- Genus: Lordiphosa
  - Lordiphosa andalusiaca
  - Lordiphosa fenestrarum
- Genus: Phortica
  - Phortica semivirgo
  - Phortica variegata
- Genus: Scaptodrosophila
  - Scaptodrosophila deflexa
  - Scaptodrosophila rufifrons
- Genus: Scaptomyza
  - Scaptomyza flava
  - Scaptomyza graminum
  - Scaptomyza pallida
  - Scaptomyza unipunctum
- Genus: Stegana
  - Stegana coleoptrata
  - Stegana furta
  - Stegana hypoleuca
  - Stegana mehadiae
  - Stegana nigrithorax
  - Stegana similis

## Kenmerken
Deze kleine roodogige insecten hebben een geel, bruin, roodbruin of zwart lichaam met een gevlekt of gestreept borststuk en achterlijf. Hun lichaamslengte varieert van 1 tot 6 mm.

## Leefwijze
Het voedsel bestaat uit gistende vloeistoffen en rottend fruit, terwijl de larven zich voeden met bacteriën en schimmels. Onder bepaalde omstandigheden vertonen ze kannibalistisch gedrag.

## Voortplanting
De 15 tot 25 eieren worden altijd afgezet in de buurt van een voedselbron. De mannetjes lokken een partner, door met de vleugels een zoemend geluid voort te brengen.

## Verspreiding en leefgebied
Deze familie komt wereldwijd voor bij rottende planten, vruchten en uitwerpselen van organismen, zwammen en gistende vloeistoffen.